# Partido para a Unidade da República
O Clube 2002 - Partido para a Unidade da República é um partido político na República do Congo. Foi fundado em 30 de janeiro de 2002 e liderado por Wilfrid Nguesso, sobrinho do presidente Denis Sassou Nguesso.
Wilfrid Nguesso era um homem muito religioso conhecido por invocar sua fé cristã durante as reuniões do partido. Em uma reunião para marcar o 12º aniversário do Club 2002 em 30 de janeiro de 2014, Nguesso anunciou sua decisão de dissolver o partido porque ele acreditava que Deus queria que ele abandonasse a política e trabalhasse como pastor. No entanto, a pedido dos membros do partido, Nguesso posteriormente rescindiu sua decisão. No primeiro congresso extraordinário do Club 2002, realizado de 16 a 17 de maio de 2014, foi criado um novo órgão consultivo, liderado por Nguesso, o Conselho Supervisor. Agora liderando um órgão consultivo, Nguesso disse que isso lhe permitiu "reconciliar minhas responsabilidades políticas e minha missão pastoral". No congresso, ele apimentou suas palavras com invocações religiosas.